# بازی موزیک ویدئو

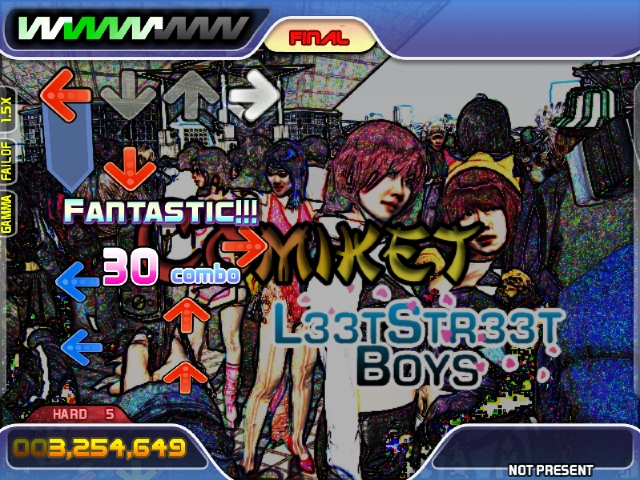
نرم‌افزار متن‌باز بازی موزیک ویدئو استپ مانیا

بازی موزیک ویدئو (انگلیسی: Music video game) یک سبک بازی ویدئویی محسوب می شود که گیم‌پلی آن مربوط به اجرای یک موسیقی یا ترانه و بدست آوردن امتیاز از آن می شود. بازی موزیک ویدئو اقلب هم دسته با بازی ویدئویی معمایی می شود.